# Reinoud IV van Gelre
Reinald van Gulik (of Reinoud IV van Gelre)  (rond 1365 - Terlet bij Arnhem, 25 juni 1423) was een zoon van hertog Willem II/VII van Gulik († 1393) en Maria van Gelre († 1397), dochter van Reinoud II, Hertog van Gelre.

## Levensloop
In 1402 volgde hij zijn kinderloos overleden broer hertog Willem I van Gelre op als hertog van Gulik en Gelre. Samen met de Wittelsbachers poogde hij tevergeefs de invloed van Bourgondië in de Nederlanden af te zwakken. Zijn poging in 1406 om aanspraak te maken op Brabant en Limburg mislukte. Reinoud verbond zich met Rooms-koning Ruprecht en had ook goede relaties met het huis van Orléans. Hij steunde Johan van Arkel in zijn strijd tegen Holland en kreeg daarvoor Gorinchem. Hierdoor barstte opnieuw strijd los tegen Holland, hetgeen ermee eindigde dat Holland Gorinchem afkocht voor een belangrijke som geld. Ook de stad Emmerik moest Reinoud op basis van vroegere afspraken afstaan aan Kleef. Wegens zijn omvangrijke schulden moest hij de standen steeds meer privileges en medebestuur toestaan.
In 1409 sloot hij een verbond met Jan V van Arkel om het Land van Arkel onder leenschap van Gelre te plaatsen in ruil voor politieke en militaire steun tijdens de Arkelse Oorlogen met Holland. Er volgde een twee jaar durende oorlog met Holland en het leenschap werd uiteindelijk teruggekocht en de vrede was bezegeld met Willem VI van Holland. In 1422 bezette hij Arkel opnieuw, maar hij moest vrede sluiten en de ingenomen bezittingen opnieuw afstaan.

## Huwelijk en bastaardzonen en -dochters
Hij huwde 5 mei 1405 met Maria van Harcourt (Maria van Gelre, † in of na 1428 maar voor 1434, begraafplaats onbekend), dochter van graaf Jan VI van Harcourt en Aumâle (1342-1388) en Catharina van Bourbon († 1427).  Hij stierf zonder wettige kinderen. Van Reinald zijn zes bastaardzonen en -dochters bekend:
- Willem van Gulik-Wachtendonk (1395-1439), verwekt bij met Maria van Brakel, vrouwe van Batenburg (1413-1432), erkend op 13 december 1416
- Wilhelm († 1421), abt van de abdij Gladbach, pastoor in Kaldenkerken
- Eduard van Bell, heer van Haps (1419), pandheer in Uerdingen (1447), ambtman in Hülchrath (1473), in 1410 gehuwd met een dochter van Willem van Arnhem, op 1 mei 1418 in tweede huwelijk met Stina Schall van Bell dochter van Gerard Vogt van Bell en Elisabeth Scherffgin
- Reinoud van Gulik (* Weisweiler 1410-/1436), huwelijk rond 1415 met Alveradis van Disternich († na 1 mei 1418), stamvader van het 'adelsgeslacht van Gulik'[2]
- Aleid
- Alverade

### Overlijden & Opvolging
Reinoud overleed op 25 juni 1423 bij Terlet in de buurt van Arnhem terwijl hij onderweg was naar zijn versterking Kasteel Rosendael. Hij werd bijgezet in het klooster Monnikhuizen.
In Gulik werd hij opgevolgd door Adolf van Berg, zoon van Reinouds neef Willem II van Berg. In 1426 hertrouwde Reinouds vrouw Maria van Harcourt met Adolfs zoon Rupert, maar deze overleed zonder erfgenaam in 1431 en het graafschap Gulik werd toen overgedragen aan Adolfs neef Gerard van Gulik-Berg. In Gelre werd hij opgevolgd door zijn achterneef Arnold van Egmond een keuze die betwist werd door Adolf van Berg en Jan van Loon waar ook een oorlog uit voortkwam, echter werd de keuze voor van Egmond ook ondersteund door de hofraad en ook de stadsbesturen uit de vier kwartieren van het Hertogdom Gelre.

## Voorouders
| Voorouders van Reinoud IV van Gelre | Voorouders van Reinoud IV van Gelre                                   | Voorouders van Reinoud IV van Gelre                                   | Voorouders van Reinoud IV van Gelre                                      | Voorouders van Reinoud IV van Gelre                                      | Voorouders van Reinoud IV van Gelre                                    | Voorouders van Reinoud IV van Gelre                                    | Voorouders van Reinoud IV van Gelre                          | Voorouders van Reinoud IV van Gelre                          |
| ----------------------------------- | --------------------------------------------------------------------- | --------------------------------------------------------------------- | ------------------------------------------------------------------------ | ------------------------------------------------------------------------ | ---------------------------------------------------------------------- | ---------------------------------------------------------------------- | ------------------------------------------------------------ | ------------------------------------------------------------ |
| Overgrootouders                     | Gerard V van Gulik (1250-1328) ∞ ?                                    | Gerard V van Gulik (1250-1328) ∞ ?                                    | Willem III van Holland (1287-1337) ∞ 1305 Johanna van Valois (1294-1352) | Willem III van Holland (1287-1337) ∞ 1305 Johanna van Valois (1294-1352) | Reinoud I van Gelre (1255-1326) ∞ Margaretha van Dampierre (1272-1331) | Reinoud I van Gelre (1255-1326) ∞ Margaretha van Dampierre (1272-1331) | Floris Berthout (?-1332)) ∞ 1318 Mathilde van der Mark (-)   | Floris Berthout (?-1332)) ∞ 1318 Mathilde van der Mark (-)   |
| Grootouders                         | Willem VI van Gulik (1299-1361) ∞ Johanna van Henegouwen (1315-1374), | Willem VI van Gulik (1299-1361) ∞ Johanna van Henegouwen (1315-1374), | Willem VI van Gulik (1299-1361) ∞ Johanna van Henegouwen (1315-1374),    | Willem VI van Gulik (1299-1361) ∞ Johanna van Henegouwen (1315-1374),    | Reinoud II van Gelre (1295-1343) ∞ Sophia Berthout (?-1329))           | Reinoud II van Gelre (1295-1343) ∞ Sophia Berthout (?-1329))           | Reinoud II van Gelre (1295-1343) ∞ Sophia Berthout (?-1329)) | Reinoud II van Gelre (1295-1343) ∞ Sophia Berthout (?-1329)) |
| Ouders                              | Willem II van Gulik (1326-1393) ∞ Maria van Gelre (?-1397)            | Willem II van Gulik (1326-1393) ∞ Maria van Gelre (?-1397)            | Willem II van Gulik (1326-1393) ∞ Maria van Gelre (?-1397)               | Willem II van Gulik (1326-1393) ∞ Maria van Gelre (?-1397)               | Willem II van Gulik (1326-1393) ∞ Maria van Gelre (?-1397)             | Willem II van Gulik (1326-1393) ∞ Maria van Gelre (?-1397)             | Willem II van Gulik (1326-1393) ∞ Maria van Gelre (?-1397)   | Willem II van Gulik (1326-1393) ∞ Maria van Gelre (?-1397)   |
| Reinoud IV van Gelre (1365-1423)    |                                                                       |                                                                       |                                                                          |                                                                          |                                                                        |                                                                        |                                                              |                                                              |